# Ivana Maksimović
Ivana Maksimović (serbisch-kyrillisch Ивана Максимовић; * 2. Mai 1990 in Belgrad) ist eine serbische Sportschützin.
Sie repräsentierte Serbien bei den Olympischen Spielen 2012 in London. Dort gewann sie Silber über 50 Meter Gewehr im Dreistellungskampf. Dies war die hundertste Medaille, die ein serbischer Athlet bei einem olympischen Turnier errungen hat.
Sie ist die Tochter des serbischen Sportschützen und Goldmedaillengewinners Goran Maksimović.